# Anna Georgijewna Taratorkina
Anna Georgijewna Taratorkina (russisch Анна Георгиевна Тараторкина, wissenschaftliche Transliteration Anna Georgievna Taratorkina; * 8. Oktober 1982 in Moskau, RSFSR, Sowjetunion) ist eine russische Schauspielerin.

## Leben
Taratorkina wurde am 8. Oktober 1982 in Moskau als Tochter einer Schauspielerfamilie geboren. Ihr Vater war der Schauspieler Georgi Georgijewitsch Taratorkin (1945–2017), ihre Mutter ist die Schauspielerin und Autorin Jekaterina Georgijewna Markowa. Ihr Bruder Filipp Georgiewitsch Taratorkin ist Historiker. Sie beendete ihre Sekundarschulbildung an einer renommierten und angesehenen Moskauer Schule. Aufgrund ihrer Fremdsprachenkenntnisse in Englisch und Französisch hätte sie Fremdsprachenexpertin werden können, entschied sich aber wie ihre Eltern zuvor dafür, sich dem Schauspiel zu widmen. Dafür trat sie der Schtschepkin-Theaterhochschule in Moskau bei. Von 2009 bis 2019 war sie mit dem russischen Schauspieler Alexander Anatoljewitsch Ratnikow verheiratet. Im Dezember 2010 kam ein gemeinsamer Sohn zur Welt.
Bereits 1991 debütierte Taratorkina als Kinderdarstellerin in einer Nebenrolle im Film. Es folgten ab Mitte der 2000er Jahre kleinere und größere Rollen in überwiegend russischen Fernsehfilmen. 2010 stellte sie in der Miniserie Sniper Duel die Rolle der Olga Erschowa dar. 2013 folgte eine Besetzung in der Miniserie Legal Dope. 2018 spielte sie in 12 Episoden der Fernsehserie Offside die Rolle der Olga Rybaltschenko.

## Filmografie (Auswahl)
- 1991: Исчадье ада (Istschadje ada)
- 2006: Неверность (Newernost)
- 2007: 07-й меняет курс (07-i menjajet kurs)
- 2007: Служба доверия (Sluschba dowerija, Fernsehserie, 4 Episoden)
- 2008: Девочка (Dewotschka, Fernsehfilm)
- 2010: Sniper Duel (Смертельная схватка Smertelnaja schwatka, Miniserie, 4 Episoden)
- 2013: Legal Dope (Легальный допинг Legalny doping, Miniserie, 3 Episoden)
- 2018: Offside (Вне игры Wnje igry, Fernsehserie, 12 Episoden)